# خانه جواد امراللهی
خانه جواد امراللهی معروف به خانه امراللهی‌ها مربوط به دوره قاجار است و در کرمان، سه راه چمران، کوچه شماره ۷ واقع شده و این اثر در تاریخ ۶ دی ۱۳۵۵ با شمارهٔ ثبت ۱۵۰۰ به‌عنوان یکی از آثار ملی ایران به ثبت رسیده است. در حال حاضر مهندس محسن امراللهی از نوادگان حاج جواد امراللهی، به همراه خانواده اش در این خانه زندگی می‌کنند.